# Gheorghe Chiper
Gheorghe Chiper, né le 8 avril 1978 à Miercurea-Ciuc en Transylvanie, est un patineur artistique roumain, octuple champion de Roumanie de 1999 à 2006.

## Biographie

### Carrière sportive
Gheorghe Chiper domine le patinage masculin en Roumanie de 1999 à 2006 en remportant huit titres nationaux. Au cours de sa carr^ière sportive, il a plusieurs entraîneurs dont Sylvia Holtes à Groningue aux Pays-Bas et Sandra Schär à Küsnacht en Suisse.
Il représente son pays à trois mondiaux juniors (1995 à Budapest, 1996 à Brisbane et 1997 à Séoul), huit championnats européens (1999 à Prague, 2000 à Vienne, 2001 à Bratislava, 2002 à Lausanne, 2003 à Malmö, 2004 à Budapest, 2005 à Turin et 2006 à Lyon), six mondiaux seniors (1998 à Minneapolis, 2001 à Vancouver, 2003 à Washington DC, 2004 à Dortmund, 2005 à Moscou et 2006 à Calgary) et deux Jeux olympiques d'hiver (2002 à Salt Lake City et 2006 à Turin dont il est le porte-drapeau pour son pays).
Il est le premier patineur roumain à remporter une médaille sur le circuit du Grand Prix ISU, lors du Trophée de France 2005. Il est aussi le premier roumain à réussir une quadruple boucle piqué en compétition.
Il arrête les compétitions sportives après les mondiaux de 2006.

### Reconversion
Gheorghe Chiper parle roumain, hongrois, anglais, néerlandais, italien, français et allemand. Il est d'origine partiellement hongroise.
Il travaille comme entraîneur de patinage artistique en Suisse depuis 2001, alors même que sa carrière sportive n'est pas terminée.
En 2009, il co-fonde la Skate Academy Switzerland GmbH où il travaille comme entraîneur-chef supervisant une équipe d'entraîneurs adjoints, de personnel de conditionnement et de chorégraphes.
Parmi ses élèves, on peut citer Myriam Leuenberger, Moris Pfeiffhofer, Tina Stürzinger, Zoltan Kelemen, Tanja Odermatt, Leon Auspurg, Eveline Brunner, Alexia Paganini, Georgii Pavlov et Sarina Joos.

### Vie privée
En 2000, Gheorghe Chiper épouse son ancien entraîneur Sandra Schär, avec qui il a deux enfants : Flora et Aurel.

## Palmarès
| Compétition                   | 1995    | 1996    | 1997    | 1998    | 1999    | 2000    | 2001    | 2002    | 2003    | 2004    | 2005    | 2006    |  |  |  |  |  |  |  |
| Jeux olympiques d'hiver       |         |         |         |         |         |         |         | 23e     |         |         |         | 14e     |  |  |  |  |  |  |  |
| Championnats du monde         |         |         |         | 31e     |         |         | 21e     |         | 18e     | 17e     | 18e     | 14e     |  |  |  |  |  |  |  |
| Championnats d'Europe         |         |         |         |         | 20e     | 29e     | 15e     | 18e     | 9e      | 9e      | 8e      | 9e      |  |  |  |  |  |  |  |
| Championnats de Roumanie      |         | 4e      | 3e      | 2e      | 1er     | 1er     | 1er     | 1er     | 1er     | 1er     | 1er     | 1er     |  |  |  |  |  |  |  |
| Championnats du monde juniors | 27e     | 23e     | 15e     |         |         |         |         |         |         |         |         |         |  |  |  |  |  |  |  |
|                               |         |         |         |         |         |         |         |         |         |         |         |         |  |  |  |  |  |  |  |
| Grand Prix ISU                | 1994/95 | 1995/96 | 1996/97 | 1997/98 | 1998/99 | 1999/00 | 2000/01 | 2001/02 | 2002/03 | 2003/04 | 2004/05 | 2005/06 |  |  |  |  |  |  |  |
| Skate Canada                  |         |         |         |         |         |         |         |         |         |         | 12e     |         |  |  |  |  |  |  |  |
| Trophée de France             |         |         |         |         |         |         |         |         |         |         | 5e      | 3e      |  |  |  |  |  |  |  |
| Coupe de Russie               |         |         |         |         |         |         |         | 7e      |         |         |         |         |  |  |  |  |  |  |  |
| Trophée NHK                   |         |         |         |         |         |         |         |         |         | 7e      |         |         |  |  |  |  |  |  |  |
|                               |         |         |         |         |         |         |         |         |         |         |         |         |  |  |  |  |  |  |  |